# Ptychocheilus grandis
Ptychocheilus grandis (Ayres, 1854) è una specie di pesce d'acqua dolce appartenente alla famiglia dei Cyprinidae, dell'ordine dei Cypriniforme.
È particolarmente diffuso nei fiumi della California, dove è conosciuto volgarmente con il nome di "Sacramento pikeminnow" o "Sacramento squawfish". È stato anche recentemente introdotto in altre zone circostanti, dove è considerato una specie invasiva, ad esempio, dopo la sua introduzione nel fiume Eel nel 1970, la sua presenza ha messo a repentaglio l'esistenza di molte specie di Salmonidae della zona e, per controllare la popolazione, è stata necessaria l'introduzione di un predatore esterno: le lontre.
I maschi possono raggiungere una lunghezza di 140 cm totali.